# Non paper
Non paper, en la  diplomacia, es un documento escrito a máquina o a mano que es entregado por un diplomático de un país al representante de otro o de un organismo internacional.
La característica física de este documento, es que no lleva membrete oficial, sello ni firma.
El non paper es el documento de comunicación oficial cuyo rango es el menor de todos.
Su contenido carece de fórmula clásica internacionalmente reconocida, pues puede ser un esquema de lo conversado, un esquema de trabajo, una frase redactada producto de una negociación lista para ser insertada por ejemplo, en una propuesta que se compromete verbalmente la otra parte a efectuar.
Su amplitud va desde la transmisión de una idea que puede ser la etapa preliminar de los lineamientos de algún tema específico a desarrollar hasta la comunicación de un hecho puntual a mejorar o remediar.
- Datos: Q130416689